# ジャンゴ・ワルメルダム
ジャンゴ・ワルメルダム（Django Warmerdam、1995年9月2日 - ）は、オランダ・フォールハウト出身のサッカー選手。エールディヴィジ・スパルタ・ロッテルダム所属。ポジションはDF。